# Bronisław Więcek
Bronisław Więcek (ur. 24 marca 1925, zm. 3 października 2011) – polski leśniczy i polityk, poseł na Sejm PRL VII i VIII kadencji.

## Życiorys
W 1947 uzyskał wykształcenie średnie zawodowe (skończył Państwowe Gimnazjum Leśne w Limanowej) i został praktykantem leśnym oraz podleśniczym w Nadleśnictwie Andrychów. W lipcu 1948 wstąpił do Polskiej Partii Socjalistycznej, a od kongresu zjednoczeniowego tej partii z Polską Partią Robotniczą w grudniu tego samego roku był członkiem Polskiej Zjednoczonej Partii Robotniczej. Od 1950 leśniczy w Leśnictwie Łętownia w Nadleśnictwie Mysłowice. W latach 1957–1965 był radnym Gminnej Rady Narodowej, m.in. członkiem prezydium (przez trzy kadencje). Ponadto pełnił funkcje sekretarza Podstawowej Organizacji Partyjnej PZPR w Łętowni oraz członka egzekutywy i plenum Komitetu Miejsko-Gminnego partii w Jordanowie. 26 października 1978 objął mandat posła na Sejm PRL VII kadencji w okręgu Nowy Sącz, zastępując zmarłego posła Zjednoczonego Stronnictwa Ludowego Stanisława Sznajdera. Był członkiem Komisji Leśnictwa i Przemysłu Drzewnego. W latach 1980–1985 sprawował mandat posła na Sejm PRL VIII kadencji, zasiadając w Komisji Administracji, Gospodarki Terenowej i Ochrony Środowiska, Komisji Leśnictwa i Przemysłu Drzewnego, Komisji Rolnictwa, Gospodarki Żywnościowej i Leśnictwa oraz w Komisji Administracji, Gospodarki Przestrzennej i Ochrony Środowiska. Otrzymał Srebrny Krzyż Zasługi.
Pochowany na cmentarzu parafialnym w Łętowni.